# 突尼斯签证政策
前往突尼斯的游客需要在出发前向突尼斯的使领馆申请签证，获得免签证或落地签证待遇的国家的公民除外。

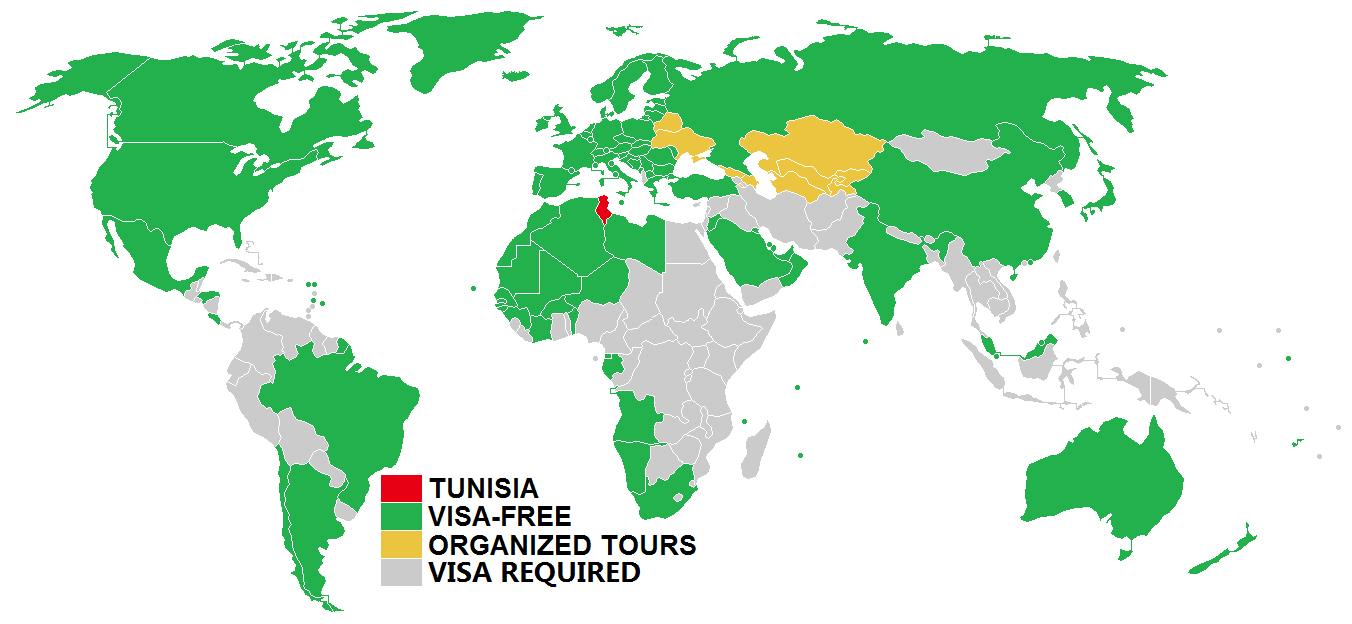
突尼斯签证政策

## 免签证
下列97个国家或地区的公民可以免签证前往突尼斯并停留最多90天：
| - 所有欧盟公民 (塞浦路斯除外) \| - 阿尔及利亚 - 安道尔 - 安哥拉 - 安地卡及巴布達 - 阿根廷 - 巴林 - 巴西 - 布吉納法索 - 加拿大 - 智利 - 中國[4] - 赤道几内亚 - 斐济 - 加彭 \| - 几内亚 - 香港 - 冰島 - 印度 - 日本 - 约旦 - 基里巴斯 - 科威特 - 利比亞 - 列支敦斯登 - 马来西亚 - 馬爾地夫 - 毛里塔尼亚 - 模里西斯 - 墨西哥 - 摩尔多瓦 - 摩納哥 - 蒙特內哥羅 \| - 摩洛哥 - 纳米比亚 - 新西兰 - 尼日尔 - 北馬其頓 - 挪威 - 阿曼 - 俄羅斯 - 圣基茨和尼维斯 - 圣卢西亚 - 圣马力诺 - 沙烏地阿拉伯 - 塞内加尔 - 塞爾維亞 - 塞舌尔 - 新加坡 - 南非 - 瑞士 - 土耳其 - 阿联酋 - 美国 - 梵蒂冈 \| | | |
| - 阿尔及利亚 - 安道尔 - 安哥拉 - 安地卡及巴布達 - 阿根廷 - 巴林 - 巴西 - 布吉納法索 - 加拿大 - 智利 - 中國 - 赤道几内亚 - 斐济 - 加彭 | - 几内亚 - 香港 - 冰島 - 印度 - 日本 - 约旦 - 基里巴斯 - 科威特 - 利比亞 - 列支敦斯登 - 马来西亚 - 馬爾地夫 - 毛里塔尼亚 - 模里西斯 - 墨西哥 - 摩尔多瓦 - 摩納哥 - 蒙特內哥羅 | - 摩洛哥 - 纳米比亚 - 新西兰 - 尼日尔 - 北馬其頓 - 挪威 - 阿曼 - 俄羅斯 - 圣基茨和尼维斯 - 圣卢西亚 - 圣马力诺 - 沙烏地阿拉伯 - 塞内加尔 - 塞爾維亞 - 塞舌尔 - 新加坡 - 南非 - 瑞士 - 土耳其 - 阿联酋 - 美国 - 梵蒂冈 |

持有下列国家的特定类型护照的公民也可免签证进入突尼斯：
- 中华人民共和国（外交护照、公务护照）
- 墨西哥（外交护照、官员护照）
- 埃及（外交护照、特别护照）
- 巴基斯坦（外交护照、特别护照）
- 新加坡（外交护照、特别护照）
- 越南（外交护照、特别护照）
- 泰國（官员护照）
- 古巴（外交护照）
- 捷克（外交护照）
- 叙利亚（外交护照）
- 伊朗（外交护照）
- 菲律賓（外交护照、公务护照、特别护照）
- 俄羅斯（外交护照、公务护照）
- 印度尼西亞（外交护照、公务护照）

## 落地签证
下列2个国家的公民可申请落地签证进入突尼斯停留最多1个月：
| - 南非 |

## 跟团免签证
下列8个国家和地区的公民可以在跟团旅游并有酒店预订记录的情况下免签证进入突尼斯：
| - 白俄羅斯 | - 澳門 - 乌克兰 |  |

## 电子签
2017年7月，突尼斯宣布计划推出电子签证。